# 水晶宮 (倫敦)
水晶宮（Crystal Palace）是位於英國南倫敦的一個地區，在行政區劃上屬於克羅伊登倫敦自治市、蘭貝斯倫敦自治市、南華克倫敦自治市、路厄斯罕倫敦自治市。水晶宮這個地名來自於建築水晶宮。